# ورزشگاه پیونیک
ورزشگاه پیونیک (ارمنی: Փյունիկ Մարզադաշտ) ورزشگاه فوتبال در ایروان، ارمنستان و ورزشگاه خانگی پیونیک است.
این ورزشگاه که در سال ۲۰۰۴ میلادی شروع به ساخت شده، در سال ۲۰۰۴ میلادی به بهره‌برداری رسیده و ظرفیت آن ۷۷۰ نفر است.

## نگارخانه

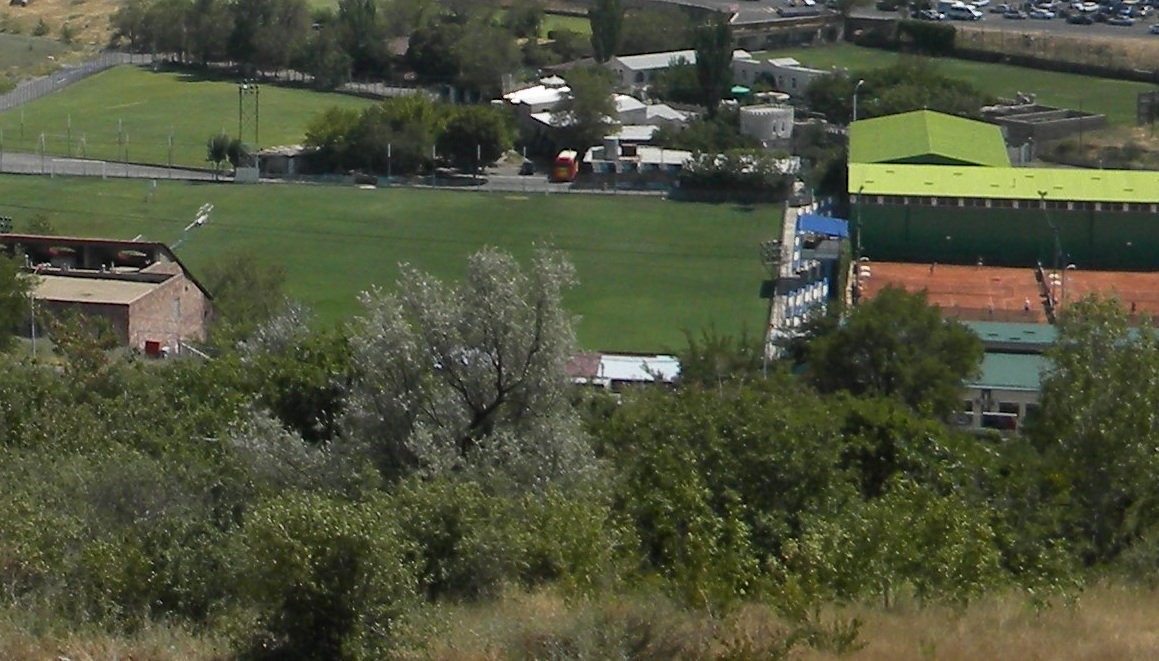
نمای عمومی
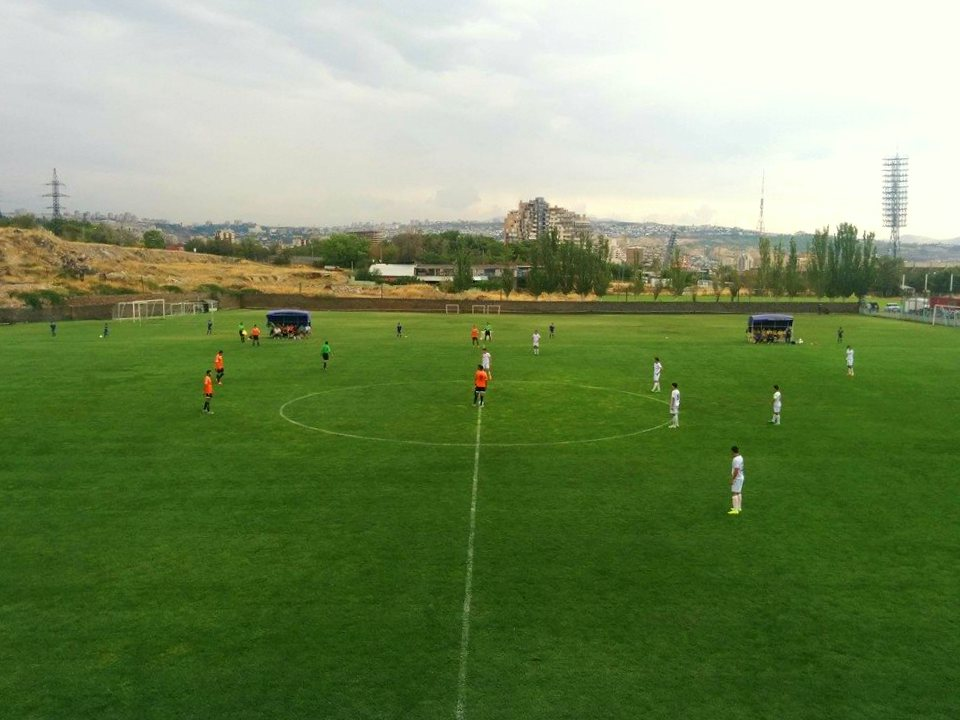
زمین